# Francesco Gabrieli
Francesco Gabrieli (Roma, 27 aprile 1904 – Roma, 13 dicembre 1996) è stato un orientalista italiano, annoverato tra i più insigni arabisti italiani insieme a Giorgio Levi Della Vida e Alessandro Bausani, di cui fu rispettivamente allievo e collega alla Sapienza Università di Roma (allora semplicemente "Università di Roma").

## Biografia
Francesco Gabrieli nacque a Roma, nell'appartamento dell'ultimo piano di Palazzo Corsini, sede dell'Accademia nazionale dei Lincei, assegnato a suo padre, Giuseppe Gabrieli (nativo di Calimera, in provincia di Lecce, ma sempre vissuto a Roma), che ne fu il secondo bibliotecario in ordine di tempo.
Giuseppe Gabrieli, che del figlio fu il primo insegnante di arabo, era studioso apprezzato nel mondo dell'Orientalismo italiano, malgrado avesse intrapreso solo per brevissimo periodo la carriera universitaria. Leone Caetani, che lo stimava al punto di dedicargli il quinto volume dei suoi imponenti Annali dell'Islām (per i quali lavorarono studiosi quali Giorgio Levi Della Vida, Michelangelo Guidi, Josef Horovitz e Gerardo Meloni), volle realizzare con lui l'Onomasticon Arabicum, affidandogli anche la cura degli Indici degli Annali (tuttavia solo in parte completati, non per responsabilità di Gabrieli), cui egli lavorò con competenza e umiltà scientifica. Di alto livello è il suo lavoro Al-Burdatān, ovvero I due poemi arabi del mantello in lode di Maometto: Contributo storico critico allo studio della leggenda di Maometto nell'Oriente musulmano ma apprezzata è anche una sua Bibliografia di studi ebraistici.
Francesco Gabrieli studiò dapprima la lingua araba col padre per poi frequentare i corsi tenuti nell'Università di Roma da Carlo Alfonso Nallino, che fu uno dei massimi studiosi italiani dell'Islam, attivo nei primi 40 anni del XX secolo e fondatore nel 1921 dell'Istituto per l'Oriente di Roma che oggi porta il suo nome.

Apprese, come era l'usanza, anche la lingua persiana e quella turca (che con l'arabo costituivano il cosiddetto "tripode islamico") che, insieme alla perfetta conoscenza del francese, dell'inglese e del tedesco, nonché del russo, gli consentirono un continuo aggiornamento delle sue conoscenze arabistico-islamistiche.
Di ampi interessi italianistici (particolarmente approfondita la sua competenza su Francesco Petrarca) e storici (specialmente del periodo risorgimentale italiano), Francesco Gabrieli spaziò fra l'attività puramente arabistica – con l'edizione di inediti Dīwān (canzonieri) di antichi poeti del primo Islam – e quella storico-filosofico-islamistica, di cui gli studiosi ricordano gli studi su Estetica e poesia araba nell'interpretazione della Poetica aristotelica presso Avicenna e Averroè), con pionieristici lavori sul condottiero arabo omayyade Maslama ibn ʿAbd al-Malik, sul Califfo omayyade Hishām b. ʿAbd al-Malik, sulla guerra civile che contrappose i due fratelli-califfi abbasidi al-Amīn e al-Maʾmūn e sull'età delle Crociate, viste tuttavia dal punto di vista arabo, rivolgendosi dichiaratamente ai lettori non specialisti, cui proponeva per la prima volta brani inediti di Ibn al-Athīr, Kamāl al-Dīn ibn al-ʿAdīm, Bahā al-Dīn ibn Shaddād, ʿImād al-Dīn Abū l-Qāsim Abū Shamā o Ibn Waṣīl, inaugurando un filone che ebbe notevole successo e séguito in varie pari del mondo italiano, francofono e anglofono.
Fu professore universitario a Palermo e all'Istituto Universitario Orientale di Napoli, approdando presto, per rimanervi fino all'età del pensionamento, all'Università degli studi di Roma-La Sapienza e alla "Scuola Orientale" che nella Facoltà di Lettere era allora inserita.

Socio di un gran numero di associazioni e accademie italiane e internazionali di ricerca, Gabrieli fu nel Consiglio Scientifico dell'Istituto della Enciclopedia Italiana - usualmente identificata come Treccani - come pure in quello che curò la seconda edizione della "The Encyclopaedia of Islam/Encyclopédie de l'Islam" (Leida-Parigi), oltre che di un gran numero di altre riviste scientifiche, presiedendo con grande prestigio l'Istituto per l'Oriente che aveva nel secondo dopoguerra contribuito a salvare dal rischio di scioglimento al momento delle epurazioni post-fasciste.

Fu membro autorevole dell'Accademia Nazionale dei Lincei, quindi Presidente della sua Fondazione Leone Caetani per gli Studi Musulmani e infine Presidente della stessa Accademia dal 1985 al 1988.
Nel 1955 ricevette il Premio Feltrinelli per le Scienze morali e storiche e nel 1983 fu insignito del Premio Balzan per l'Orientalistica, in considerazione dell'altissimo livello raggiunto dai suoi studi sul mondo arabo-islamico.
Autore di un vasto numero di libri, saggi, articoli e recensioni (perfetta la sua traduzione e cura delle Mille e una notte per la Einaudi), Francesco Gabrieli fu anche facondo elzevirista, collaborando con i maggiori quotidiani italiani.
Molte sue opere sono state tradotte all'estero, in lingua inglese, francese e tedesca.

## Opere
Per la sua amplissima bibliografia, fino al 1984 si rinvia a quanto pubblicato dapprima nel volume A Francesco Gabrieli. Studi orientalistici offerti nel sessantesimo compleanno dai suoi colleghi e discepoli (Roma, Università di Roma, 1964), poi in 2 volumi, curati da R. Traini, Studi in onore di Francesco Gabrieli nel suo ottantesimo compleanno (Roma, Università di Roma, 1984).

### Storia e letteratura araba
- Mahomet, Parigi, Editions Albin Michel, 1965 (Ritratto di Maometto, Novara, Istituto Geografico De Agostini, 1972)
- Storia della letteratura araba, Milano, Academia, 1951; Firenze-Milano, 1967
- Dal mondo dell'Islam. Nuovi Saggi di storia e civiltà musulmana, Milano-Napoli, Ricciardi, 1953.
- Gli arabi, Firenze, Sansoni, 1957; nuova ed. 1975.
- Il risorgimento arabo, Torino, Einaudi, 1958.
- Saggi orientali, Caltanissetta-Roma, Sciascia, 1960.
- L'Islam nella storia. Saggi di storia e di storiografia musulmana, Bari, 1966-1984.
- Maometto e le grandi conquiste arabe, Milano, Il Saggiatore, 1967; rist. Roma, Newton Compton Editori, 2001.
- (con Umberto Scerrato), Gli Arabi in Italia: cultura, contatti e tradizioni, con contributi di Enrico Guidoni, Antonino Ragona, Paul Balog, Angelo Michele Piemontese e Alessandro Bausani. Milano, Credito Italiano-Scheiwiller, collana "Antica Madre" curata da Giovanni Pugliese Carratelli, 1979. Pubblicata successivamente da Garzanti.
- Cultura araba del Novecento, Roma-Bari, Laterza, 1983.
- Studi storici sul secolo omayyade, Napoli, 1993.

### Letteratura di viaggio
- Escursioni, Pisa, Nistri-Lischi, 1958.
- Uomini e paesaggi del Sud, Milano-Napoli, Ricciardi, 1960.
- Abbozzi e profili, Sapri, Ed. de Il Centro librario, 1960.
- Tra Mimnermo e Solone. Pagine stravaganti di un arabista, Roma, Edizioni dell'Ateneo, 1968.
- L'arabista petulante, Milano-Napoli, Ricciardi, 1972.
- Arabeschi e studi islamici, Napoli, Guida Editori, 1973.
- Presso il termine di Solon, Napoli, Bibliopolis, 1981.
- Uomini del mio tempo, Roma, Fratelli Palombi, 1987.
- Orientalisti del Novecento, Roma, Istituto per l'Oriente C. A. Nallino, 1993.

### Traduzioni e curatele
- Omar Khayyàm, Le Rubaiyyàt, traduzione di Francesco Gabrieli, Firenze, Sansoni, 1944; Quartine. Le Rubaiyyàt, a cura di Francesco Gabrieli, Roma, Newton Compton, 1973.
- al-Shanfara, Il bandito del deserto, Firenze, 1947.
- Le Mille e una notte, Collana i millenni, Torino, Einaudi, 1948.
- Ibn Hazm, Abu Muhammad 'Ali ibn Ahmad ibn Sa'id, Il collare della colomba, Bari, 1949.
- Storici arabi delle crociate, Torino, Einaudi, 1957.
- Firdusi, Il Libro dei re, Torino, Einaudi, 1969.
- F. Gabrieli e Virginia Vacca (a cura di), Antologia della Letteratura araba, Milano, Edizioni Accademia, 1976.
- Abu Nuwas, Antologia bacchica, Tallone Editore, Alpignano, 1990.